# Los ojos del dragón
Los ojos del dragón es una novela del escritor estadounidense Stephen King con ilustraciones de David Palladini publicada en 1984. A diferencia de la mayoría de sus obras, esta no trata el género del terror o el suspense sino que transcurre en un lejano reino con magos, reyes, príncipes y dragones al modo de un cuento de hadas con el toque personal de King. 
La novela está dedicada a Peter Straub, escritor amigo de King, y a su hija Naomi King, quien hasta ese entonces no había leído ninguna de las novelas de su padre porque, según Stephen King, «no le interesaban ni mis vampiros ni mis monstruos».

## Argumento
Los ojos del dragón transcurre por completo en el reino de Delain. La historia es narrada desde la perspectiva de un narrador sin nombre, omnisciente, que le habla al lector informalmente y con franqueza y que suele agregar sus propios comentarios sobre las motivaciones de los personajes.
La primera parte establece cinco personajes: el Rey Roland, la Reina Sasha, los príncipes Peter y Thomas, y el mago y consejero real Flagg. 
En su juventud Roland fue famoso por matar a Niner el Dragón con una gran flecha de caza forjada por su madre. A lo largo de los años se apoya en Flagg, su consejero, sin darse cuenta de la mala voluntad que alberga hacia él; aun así, prefiere los consejos de su esposa más que los de Flagg, por lo que durante algún tiempo, el mago ha tratado de asesinar en forma encubierta a la Reina Sasha (que es más inteligente que su marido, amada por el pueblo de Delain y, en consiguiente, una mayor amenaza). Finalmente tiene éxito cuando soborna a la partera de la reina para que corte una vena no identificada mientras Sasha da a luz a Thomas. En apariencia, es el esfuerzo del parto lo que provoca que Sasha se desangre.
Peter y Thomas crecen y se convierten prácticamente en personas opuestas. Peter es inteligente, honesto, atractivo y, pese a su juventud, ya se ha ganado el respeto y admiración de mucha gente. Thomas es regordete, torpe y con la inteligencia apenas suficiente para odiarse a sí mismo por sus carencias. El narrador describe a Thomas como triste y confundido, "no era un mal chico". Posiblemente para contrastar sus personalidades, el narrador relata cómo Peter rescató una vez de la muerte a un caballo con una pata quebrada, cómo lo cuidó hasta curarse y lo conservó como su montura. Poco después, se cuenta que Thomas talló un barquito como regalo para su padre. Roland ignoró casi por completo el regalo para parlotear sobre lo bien que Peter había estado en la práctica de arquería ese día. Cuando vio la indiferencia con que Roland trataba el regalo, Thomas escapó a su cuarto y vomitó entre lágrimas. Al día siguiente vio a un perro medio tullido y enfermo y lo apedreó hasta matarlo en un ataque de furia. A medida que Thomas crece, Flagg aprovecha las carencias emocionales del niño y se convierte en su único amigo y fuente de consuelo.
Con el paso del tiempo, se hace más obvio para Flagg que el príncipe heredero es una amenaza mucho mayor de lo que fue Sasha a su puesto como mago del rey. Sería demasiado peligroso permitirle convertirse en rey; sin embargo, Roland lo amaba tanto que si Flagg intentaba matar a Peter, era probable que el rey descubriese quien era responsable de su asesinato. Entonces, Flagg trama un plan mucho más retorcido: asesinar a Roland y culpar al primogénito del asesinato. Peter tiene la costumbre de llevarle una copa de vino a su padre antes de acostarse cada noche. Flagg decide usar esto como una forma de incriminar a Peter y disuelve veneno en un vaso de vino que entrega al rey después de que Peter se va. Anteriormente, en un intento por ganar la simpatía de Thomas, Flagg le había mostrado un pasaje secreto que conectaba con la cabeza disecada de Niner el dragón desde donde podía espiar a su padre. Sin que Flagg lo sepa, cuando entregó el veneno al rey, Thomas observaba a través de los ojos de cristal de Niner, sin embargo, guarda silencio debido a las emociones que guarda por Peter, Roland y Flagg.
El plan resulta un rotundo éxito. El vino de Roland es envenenado, Roland lo bebe y muere a los tres días; no obstante, Thomas observa aterrado cómo su padre bebe el veneno. Peter es culpado del crimen y encerrado en la Aguja, la enorme torre situada en medio de la ciudad. Thomas es coronado como rey aunque sólo tiene doce años; debido a su juventud y su inexperiencia, Flagg recibe mayor poder como su consejero principal, iniciando un reinado duro hacia el pueblo. Sin embargo, el mago ha pasado por alto dos fallos en su plan. Alguien (Thomas) vio a Flagg darle el vaso con vino envenenado a Roland. Además, Peter ha solicitado tener dos objetos en su celda: la casa de muñecas de su madre y una servilleta para cada comida.
Peter toma cinco hilos de cada servilleta y, con la ayuda del telar de la casa de muñecas, pacientemente los transforma en una soga. Cinco años después, Peter logra escapar de la Aguja y aunque la soga se quiebra cuando trata de huir descolgándose por la torre, es rescatado por Ben y Naomi. Los tres corren a apoderarse del arco y la flecha que Roland había utilizado para matar al dragón pero Flagg los alcanza. El mago está a punto de matarlos cuando Thomas revela su presencia y el hecho de haberlo visto envenenar a Roland. Thomas dispara la flecha que se hunde en el ojo izquierdo del villano. Flagg escapa en el último segundo.
Luego de aclarar todo ante el Juez General, Peter es coronado rey y Thomas, quien se ha vuelto profundamente odiado en Delain, parte junto a Dennis, para encontrar a Flagg y matarlo.

## Personajes
- Rey Roland: el Rey de Delain. Pese a ser famoso por haber matado a un dragón cuando era más joven y viril, ahora se ha vuelto débil e incapaz de pensar con claridad. Roland confía en Flagg, su consejero, sin darse cuenta de los planes de Flagg hacia él.
- Flagg: el consejero del rey. Flagg es un mago poderoso que ha vivido siglos. Durante su encarnación en Los ojos del dragón, se ha desempeñado como consejero de cuatro monarcas sucesivos: los abuelos y padres de Roland, Roland mismo, y Thomas. Aunque ha vivido en Delain unos setenta años, sólo aparenta haber envejecido diez. Conforme progresa la historia, se revela que ha aparecido en Delain en numerosas ocasiones y bajo diversos disfraces; su aparición más antigua mencionada en el libro ocurrió hace más de quinientos años. Su objetivo es provocar que Delain se revele contra la monarquía y se vea sumida en "mil años de sangrienta anarquía".
- Peter: el hijo mayor de Roland y su heredero al trono. Peter es un joven alto, ágil y bien parecido que heredó el atractivo de su madre y el amor de su padre hacia el hombre común. Es el favorito del pueblo y se espera con ansiedad el día en que asuma el trono como rey.
- Thomas: el hijo menor de Roland. Thomas se parece a su padre en que no es de pensamientos rápidos y que posee un cuerpo rollizo ya desde joven. Se siente bajo la sombra de Peter (con razón para ello) y está molesto con su hermano por saber que es el preferido de Roland. Mientras Thomas envejece, Flagg se convierte en su único amigo y fuente de bienestar.
- Reina Sasha: la esposa de Roland y madre de Peter y Thomas. Roland escogió a Sasha por ser una joven inocente que provenía de una de las menores familias nobles; además, parecía ser la más tímida del grupo que Flagg había seleccionado para Roland. Sin embargo, Sasha demostró ser una mujer fuerte e independiente que realmente amaba a Roland y al reino (y que a su vez era amada por ellos). Fue asesinada por orden de Flagg cuando dio a luz a Thomas.
- Ben Staad: el mejor amigo de Peter. Se describe a la familia Staad como la más desafortunada de Delain, pero Ben y Peter se convierten en grandes amigos. Ben es fuerte, atractivo y podría ser la única esperanza de cambiar la suerte de los Staad.
- Dennis: el mayordomo de Peter. La familia de Dennis está compuesta de mayordomos que han servido a la casa real de Delain durante siglos y Dennis se enorgullece de su trabajo.
- Naomi: una joven campesina que se ha unido a los exiliados (un creciente grupo de resistencia). Su perro favorito es Frisky.
- Peyna: el Juez General del reino. El pueblo tiene siente más temor de Peyna (pese a que no es un mal hombre) que del rey. Es Peyna quien condena a Peter aunque más tarde reconsidera su decisión y cree en la inocencia del príncipe. Junto con Dennis y Ben Staad, Peyna ayuda a que Peter escape de la Aguja.